# Máximo Franco Cavero
Máximo Franco Cavero (Alcalá de Gurrea, província d'Osca, 1913 – Alacant, 1 d'abril de 1939) fou un militant anarcosindicalista aragonès.

## Biografia
Pertanyia a una família acomodada. Treballava com a barber i col·laborà a les publicacions llibertàries Tierra y Libertad i El Pueblo de Huesca amb el pseudonim Éufrates X. Inspirat en la insurrecció anarquista de gener de 1933 i en els fets de Casas Viejas, el 9 de desembre de 1933 va proclamar el comunisme llibertari a Alcalá de Gurrea. Pel setembre de 1934 fou empresonat i el 1935 fou condemnat amb set companys més per robatori i assalt. Després de la victòria del Front Popular a les eleccions generals espanyoles de 1936 fou alliberat.
El cop d'estat del 18 de juliol de 1936 el va sorprendre a Alcalá de Gurrea. Aconseguí passar a la zona republicana i es va incorporar a les milícies confederals com a cap de centúria de la Columna Roja i Negra. Després fou nomenat comandant de la Divisió 127a de l'Exèrcit Popular de la República, però després de la caiguda del front d'Aragó el maig de 1938 fou destituït per Juan Modesto Guilloto León, qui intentà jutjar-lo. Tanmateix fou rehabilitat i li donaren el comandament de la 71a Divisió, amb la que va aixafar als comunistes a Ciudad Real el març de 1939.
L'1 d'abril de 1939, un cop assabentat de la rendició de la Segona República, es va suïcidar al port d'Alacant amb el seu amic Evaristo Viñuales Larroy, agafats de la mà esquerra i empunyant la pistola amb la dreta, per evitar la seva detenció per les tropes de Franco. «Aquesta és la nostra última protesta contra el feixisme», va dir Evaristo abans d'estrènyer el gallet.